# 摩根·勒特雷尔
摩根·乔·勒特雷尔（英語：Morgan Joe Luttrell，1975年11月7日—）是美国共和党籍政治家，众议院议员（代表得克萨斯州第8国会选区）商人与退伍军人。

## 早年与教育
摩根生于得克萨斯州的休斯顿，他是马库斯·勒特莱尔的双胞胎兄弟。他毕业于康罗的威利斯高中，